# Поле Якобі
Поле Якобі — векторне поле вздовж геодезичної лінії {\displaystyle \gamma } в деякому многовиді, що в певному сенсі описує різницю між цією геодезичною лінією і «нескінченно близькими» їй геодезичними лініями.
Іншими словами, поля Якобі вздовж геодезичної лінії утворюють дотичний простір до геодезичної в просторі всіх геодезичних. Особливо часто розглядаються для ріманових многовидів. 
Векторне поле вздовж геодезичної лінії є полем Якобі тоді й лише тоді коли воно задовольняє деякому рівнянню, яке називається рівнянням Якобі.
Названі на честь німецького математика Карла Якобі.

## Визначення

### Рівняння Якобі
Нехай  M — гладкий многовид розмірності n, {\displaystyle \nabla } — афінна зв'язність на ньому, T і R — тензори кручення і кривини відповідно. Розглянемо деяку геодезичну лінію {\displaystyle \gamma (t)} і позначимо {\displaystyle {\dot {\gamma }}(t)} її дотичне векторне поле. Векторне поле X визначене вздовж геодезичної лінії {\displaystyle \gamma (t)} називається полем Якобі, якщо воно задовольняє наступному рівнянню (рівнянню Якобі): 
{\displaystyle \nabla _{{\dot {\gamma }}(t)}^{2}X+\nabla _{{\dot {\gamma }}(t)}T(X,{\dot {\gamma }}(t))+R(X,{\dot {\gamma }}(t)){\dot {\gamma }}(t)=0.}
У рівності вище використано позначення {\displaystyle \nabla _{{\dot {\gamma }}(t)}^{2}X=\nabla _{{\dot {\gamma }}(t)}(\nabla _{{\dot {\gamma }}(t)}X).}
В особливо важливому частковому випадку ріманового многовиду із зв'язністю Леві-Чивіти, тензор кручення є рівним нулю і рівняння Якобі спрощується:
{\displaystyle \nabla _{{\dot {\gamma }}(t)}^{2}X+R(X,{\dot {\gamma }}(t)){\dot {\gamma }}(t)=0.}

### Однопараметрична сім'я геодезичних ліній
Розглянемо тепер відображення класу {\displaystyle C^{\infty }} з множини {\displaystyle [0,1]\times (-\varepsilon ,\varepsilon )} в многовид M, {\displaystyle (\tau ,t)\to \gamma _{\tau }(t)} з такими властивостями:
- Для довільного {\displaystyle \tau \in (-\varepsilon ,\varepsilon )} крива {\displaystyle \gamma _{\tau }(t)} є геодезичною лінією;
- {\displaystyle \gamma _{0}(t)=\gamma (t).}

таке відображення визначає однопараметричну сім'ю геодезичних ліній. Для фіксованого t {\displaystyle \gamma _{\tau }(t)} визначає криву для {\displaystyle \tau \in (-\varepsilon ,\varepsilon ).} Для цієї кривої визначений дотичний вектор в точці {\displaystyle \tau =0.} Повторюючи цю процедуру для різних значень t отримуємо векторне поле, яке і називається полем Якобі:
{\displaystyle X(t)=\left.{\frac {\partial \gamma _{\tau }(t)}{\partial \tau }}\right|_{\tau =0}}
Можна довести, що обидва визначення поля Якобі є насправді еквівалентними.

## Приклад
На сфері геодезичними лініями через Північний полюс є великі кола. Розглянемо дві такі геодезичні {\displaystyle \gamma _{0}} і {\displaystyle \gamma _{\tau }} з природною параметризацією {\displaystyle t\in [0,\pi ]}, розділені кутом {\displaystyle \tau }. Геодезичне відстань {\displaystyle d(\gamma _{0}(t),\gamma _{\tau }(t))} рівна
{\displaystyle d(\gamma _{0}(t),\gamma _{\tau }(t))=\operatorname {arcsin} {\bigg (}\sin t\sin \tau {\sqrt {1+\cos ^{2}t\operatorname {tg} ^{2}(\tau /2)}}{\bigg )}.}
Щоб отримати цей вираз, потрібно знати геодезичні. Найцікавіший результат такий:
{\displaystyle d(\gamma _{0}(\pi ),\gamma _{\tau }(\pi ))=0} для будь-якого {\displaystyle \tau }.
Замість цього ми можемо розглянути похідні по {\displaystyle \tau } при {\displaystyle \tau =0}:
{\displaystyle {\frac {\partial }{\partial \tau }}{\bigg |}_{\tau =0}d(\gamma _{0}(t),\gamma _{\tau }(t))=|J(t)|=\sin t.}
Ми знову отримуємо перетин геодезичних при {\displaystyle t=\pi }. Зауважимо, однак, що для обчислення цієї похідної не потрібно знати {\displaystyle d(\gamma _{0}(t),\gamma _{\tau }(t))};
все, що потрібно зробити, це розв'язати рівняння
{\displaystyle y''+y=0},
для деяких заданих початкових умов.
Поля Якобі дають природне узагальнення цього явища для довільних ріманових многовидів.

## Явний вигляд рівняння Якобі
Розглянемо для простоти випадок ріманового многовиду. Нехай {\displaystyle e_{1}(0)={\dot {\gamma }}(0)/|{\dot {\gamma }}(0)|}; додамо до цього вектора інші, щоб вийшов ортонормований базис {\displaystyle {\big \{}e_{i}(0){\big \}}} в {\displaystyle T_{\gamma (0)}M}. Перемістимо його паралельним перенесенням, щоб отримати базис {\displaystyle \{e_{i}(t)\}} в будь-якій точці {\displaystyle \gamma }.
Внаслідок цього отримуємо ортонормальний базис з {\displaystyle e_{1}(t)={\dot {\gamma }}(t)/|{\dot {\gamma }}(t)|}. Поле Якобі можна записати в координатах, пов'язаних з цим базисом: {\displaystyle X(t)=\sum _{k=1}^{n}y_{k}(t)e_{k}(t)}, звідки:
{\displaystyle \nabla _{{\dot {\gamma }}(t)}X=\sum _{k=1}^{n}{\frac {dy_{k}}{dt}}e_{k}(t),\quad \nabla _{{\dot {\gamma }}(t)}^{2}X=\sum _{k=1}^{n}{\frac {d^{2}y^{k}}{dt^{2}}}e_{k}(t),}
і рівняння Якобі можна переписати у вигляді системи
{\displaystyle {\frac {d^{2}y_{k}}{dt^{2}}}+|{\dot {\gamma }}|^{2}\sum _{j}y_{j}(t)\langle R(e_{j}(t),e_{1}(t))e_{1}(t),e_{k}(t)\rangle =0}
для кожного {\displaystyle k}. Таким чином ми отримаємо систему лінійних звичайних диференціальних рівнянь другого порядку. Така ж система отримується і у випадку звичайних многовидів де тензор кручення не є рівним нулю.

### Властивості простору полів Якобі
Зважаючи на поданий вище вид рівняння Якобі і його властивості отримуємо, що оскільки рівняння має гладкі коефіцієнти,  розв'язки існують для всіх {\displaystyle t} і є єдиними, якщо задані {\displaystyle y_{k}(t_{0})} і {\displaystyle {\frac {dy_{k}}{dt}}(t_{0})} для всіх {\displaystyle k} і довільної точки {\displaystyle t_{0}}.
Зокрема звідси випливає, що розмірність простору полів Якобі рівна 2n, де n — розмірність многовида.

## Тангенціальні і нормальні поля Якобі для ріманових многовидів
Всюди тут розглядється ріманів многовид із зв'язністю Леві-Чивіти.
- Векторні поля {\displaystyle {\dot {\gamma }}(t)} і {\displaystyle t{\dot {\gamma }}(t)} визначені уздовж {\displaystyle \gamma } є полями Якобі. Справді із кососиметричності тензора кривини випливає, що {\displaystyle R({\dot {\gamma }}(t),{\dot {\gamma }}(t))=0} і також {\displaystyle R(t{\dot {\gamma }}(t),{\dot {\gamma }}(t))=tR({\dot {\gamma }}(t),{\dot {\gamma }}(t))=0.} За означенням геодезичних ліній {\displaystyle \nabla _{{\dot {\gamma }}(t)}{\dot {\gamma }}(t)=0} і тому також {\displaystyle \nabla _{{\dot {\gamma }}(t)}^{2}{\dot {\gamma }}(t)=0,} і тому {\displaystyle {\dot {\gamma }}(t)} задовольняє рівнянню Якобі. Для поля {\displaystyle t{\dot {\gamma }}(t)} натомість {\displaystyle \nabla _{{\dot {\gamma }}(t)}{\dot {t}}\gamma (t)={\dot {\gamma }}(t)+t\nabla _{{\dot {\gamma }}(t)}{\dot {\gamma }}(t)={\dot {\gamma }}(t)} і тому також {\displaystyle \nabla _{{\dot {\gamma }}(t)}^{2}{\dot {\gamma }}(t)=\nabla _{{\dot {\gamma }}(t)}{\dot {\gamma }}(t)=0,}, тож це поле теж задовольняє рівнянню Якобі. Лінійні комбінації (над полем дійсних чисел) полів {\displaystyle {\dot {\gamma }}(t)} і {\displaystyle t{\dot {\gamma }}(t)} теж є полями Якобі. Поля такого типу називаються тангенціальними полями Якобі.
- Векторне поле {\displaystyle f{\dot {\gamma }}(t),} де {\displaystyle f=f(t)} — гладка функція, є полем Якобі тоді і тільки тоді, коли функція {\displaystyle f} — лінійна. Відповідно у цьому випадку векторне поле є лінійною комбінацією над полем дійсних чисел векторних полів {\displaystyle {\dot {\gamma }}(t)} і {\displaystyle t{\dot {\gamma }}(t),} тобто тангенціальним полем Якобі. Оскільки {\displaystyle R(f{\dot {\gamma }}(t),{\dot {\gamma }}(t))=fR({\dot {\gamma }}(t),{\dot {\gamma }}(t))=0,} то {\displaystyle f{\dot {\gamma }}(t)} є полем Якобі тоді і тільки тоді, коли {\displaystyle \nabla _{{\dot {\gamma }}(t)}^{2}f{\dot {\gamma }}(t)=0.} Але {\displaystyle \nabla _{{\dot {\gamma }}(t)}^{2}f{\dot {\gamma }}(t)=\nabla _{{\dot {\gamma }}(t)}(f'(t){\dot {\gamma }}(t))=f''(t){\dot {\gamma }}(t).} Цей вираз є рівним нулю для всіх t тоді і лише тоді коли {\displaystyle f''(t)=0} тобто {\displaystyle f(t)} є лінійною функцією.
- Будь-яке поле Якобі {\displaystyle X} можна в єдиний спосіб записати у вигляді суми {\displaystyle a{\dot {\gamma }}(t)+bt{\dot {\gamma }}(t)+I}, де {\displaystyle a,b} — дійсні числа, а вектор {\displaystyle I(t)} є ортогональним до {\displaystyle {\dot {\gamma }}(t)} для всіх {\displaystyle t}. Із властивостей ріманової метрики і означення поля Якобі  {\displaystyle {d^{2} \over dt^{2}}g(X,{\dot {\gamma }}(t))=g(\nabla _{{\dot {\gamma }}(t)}^{2}X,{\dot {\gamma }}(t))=g(-R(X,{\dot {\gamma }}(t)){\dot {\gamma }}(t),{\dot {\gamma }}(t)).} Згідно властивостей тензора кривини у рімановій геометрії для будь яких векторів {\displaystyle A,B,X,Y} виконується рівність {\displaystyle g(R(X,Y)A,B)=-g(R(X,Y)B,A)} і звідси {\displaystyle g(-R(X,{\dot {\gamma }}(t)){\dot {\gamma }}(t),{\dot {\gamma }}(t))=0.} Тому також {\displaystyle {d^{2} \over dt^{2}}g(X,{\dot {\gamma }}(t))=0} і тому {\displaystyle g(X,{\dot {\gamma }}(t))={\bar {a}}+{\bar {b}}t,} для деяких дійсних чисел {\displaystyle {\bar {a}},{\bar {b}}.} Тому якщо визначити {\displaystyle a={\bar {a}}/|{\dot {\gamma }}|,\ b={\bar {b}}/|{\dot {\gamma }}|,} то векторне поле {\displaystyle I=X-a{\dot {\gamma }}(t)-bt{\dot {\gamma }}(t)} буде ортогональним до {\displaystyle {\dot {\gamma }}(t)} в усіх точках геодезичної лінії. Окрім того {\displaystyle a,b} і поле Якобі {\displaystyle I} визначені однозначно. Поля Якобі, що є ортогональними до {\displaystyle {\dot {\gamma }}(t)} називаються нормальними полями Якобі.
- Якщо поле Якобі X уздовж геодезичної лінії {\displaystyle \gamma (t)} є ортогональним до {\displaystyle \gamma (t)} в двох точках то воно є ортогональним в усіх точках геодезичної лінії. Це випливає з того, що згідно доведення попередньої властивості {\displaystyle g(X(t),{\dot {\gamma }}(t))} є лінійною функцією від t і тому, якщо вона є рівною 0 у двох різних точках, то вона є рівною 0 всюди.
- Поле Якобі {\displaystyle X} є нормальним тоді і тільки тоді, коли для довільної точки на геодезичній лінії, що відповідає деякому параметру t) виконуються рівності {\displaystyle g(X(t),{\dot {\gamma }}(t))=0} і {\displaystyle g(\nabla _{{\dot {\gamma }}(t)}X(t),{\dot {\gamma }}(t))=0.} Справді довільне поле Якобі однозначно записується як {\displaystyle X=a{\dot {\gamma }}(t)+bt{\dot {\gamma }}(t)+I(t),} де векторне поле {\displaystyle I(t)} є ортогональним до {\displaystyle {\dot {\gamma }}(t).} Тому {\displaystyle X} є нормальним тоді і тільки тоді, коли {\displaystyle a=0} і {\displaystyle b=0.} Але записуючи {\displaystyle X} у такій формі маємо:

{\displaystyle g(a{\dot {\gamma }}(t)+bt{\dot {\gamma }}(t)+I(t),{\dot {\gamma }}(t))=(a+bt)|{\dot {\gamma }}(t)|}
і
{\displaystyle g(\nabla _{{\dot {\gamma }}(t)}(a{\dot {\gamma }}(t)+bt{\dot {\gamma }}(t)+I(t)),{\dot {\gamma }}(t))=b|{\dot {\gamma }}(t)|,}
тому {\displaystyle a=0} і {\displaystyle b=0} тоді і тільки тоді коли {\displaystyle g(X(t),{\dot {\gamma }}(t))=0} і {\displaystyle g(\nabla _{{\dot {\gamma }}(t)}X(t),{\dot {\gamma }}(t))=0.}
У другій рівності для доведення використано те, що {\displaystyle g(I(t),{\dot {\gamma }}(t))} і тому {\displaystyle 0={d \over dt}g(I(t),{\dot {\gamma }}(t))=g(\nabla _{{\dot {\gamma }}(t)}I(t),{\dot {\gamma }}(t))+g(I(t),\nabla _{{\dot {\gamma }}(t)}{\dot {\gamma }}(t))=g(\nabla _{{\dot {\gamma }}(t)}I(t),{\dot {\gamma }}(t))} згідно означень геодезичної лінії і зв'язності Леві-Чивіти. Тому {\displaystyle g(\nabla _{{\dot {\gamma }}(t)}I(t),{\dot {\gamma }}(t))=0.}
- Підсумовуючи тангенціальні поля Якобі утворюють двовимірний дійсний підпростір простору полів Якобі, а нормальні поля Якобі утворюють підпростір розмірності 2n - 2. Простір полів Якобі є прямою сумою підпросторів тангенціальних і нормальних полів Якобі.

- Нехай {\displaystyle p,q\in M} — точки, що належать одній геодезичній лінії {\displaystyle \gamma (t)} і не є спряженими щодо цієї геодезичної. Тоді для довільних {\displaystyle Y\in T_{p}M,\;Z\in T_{q}N} існує єдине поле Якобі визначене на {\displaystyle \gamma (t),} що приймає значення Y в точці p і Z в точці q.
- Якщо  X, Y — поля Якобі вздовж геодезичної лінії {\displaystyle \gamma (t),} тоді:

{\displaystyle g(X,\nabla _{{\dot {\gamma }}(t)}Y)-g(\nabla _{{\dot {\gamma }}(t)}X,Y)=const,} де g — ріманова метрика. Зокрема, якщо обидва векторні поля є нульовими в деякій точці геодезичної лінії, то {\displaystyle g(X,\nabla _{{\dot {\gamma }}(t)}Y)-g(\nabla _{{\dot {\gamma }}(t)}X,Y)=0.} Ці властивості випливають з того, що:
{\displaystyle {d \over dt}g(X,\nabla _{{\dot {\gamma }}(t)}Y)=g(\nabla _{{\dot {\gamma }}(t)}X,\nabla _{{\dot {\gamma }}(t)}Y)+g(X,\nabla _{{\dot {\gamma }}(t)}^{2}Y)=g(\nabla _{{\dot {\gamma }}(t)}X,\nabla _{{\dot {\gamma }}(t)}Y)-g(X,R(Y,{\dot {\gamma }}(t)){\dot {\gamma }}(t))}
і
{\displaystyle {d \over dt}g(\nabla _{{\dot {\gamma }}(t)}X,Y)=g(\nabla _{{\dot {\gamma }}(t)}X,\nabla _{{\dot {\gamma }}(t)}Y)+g(\nabla _{{\dot {\gamma }}(t)}^{2}X,Y)=g(\nabla _{{\dot {\gamma }}(t)}X,\nabla _{{\dot {\gamma }}(t)}Y)-g(R(X,{\dot {\gamma }}(t)){\dot {\gamma }}(t),Y).}
Оскільки {\displaystyle g(X,R(Y,{\dot {\gamma }}(t)){\dot {\gamma }}(t))=g(Y,R(X,{\dot {\gamma }}(t)){\dot {\gamma }}(t))} то {\displaystyle {d \over dt}(g(X,\nabla _{{\dot {\gamma }}(t)}Y)-g(\nabla _{{\dot {\gamma }}(t)}X,Y))=0,} що доводить твердження.
- Якщо  X є полем Якобі вздовж геодезичної лінії {\displaystyle \gamma (t),} а , Y  — кусково диференційовне векторне поле на цій же лінії, то для будь-яких чисел {\displaystyle a<b}, таких, що геодезична лінія є заданою на проміжку {\displaystyle [a,b]} виконується рівність:

{\displaystyle \int _{a}^{b}\left[g(\nabla _{{\dot {\gamma }}(t)}X,\nabla _{{\dot {\gamma }}(t)}Y)-g(R(X,{\dot {\gamma }}(t)){\dot {\gamma }}(t),Y)\right]dt=g(\nabla _{{\dot {\gamma }}(t)}X,Y)_{t=b}-g(\nabla _{{\dot {\gamma }}(t)}X,Y)_{t=a}}
Дана рівність випливає із інтегрування на {\displaystyle [a,b]} обох сторін рівності (яка справедлива для всіх точок крім скінченної кількості точок де {\displaystyle \nabla _{{\dot {\gamma }}(t)}Y} має розриви першого роду і тому при інтегруванні ними можна знехтувати):
{\displaystyle {d \over dt}g(\nabla _{{\dot {\gamma }}(t)}X,Y)=g(\nabla _{{\dot {\gamma }}(t)}X,\nabla _{{\dot {\gamma }}(t)}Y)+g(\nabla _{{\dot {\gamma }}(t)}^{2}X,Y)=g(\nabla _{{\dot {\gamma }}(t)}X,\nabla _{{\dot {\gamma }}(t)}Y)-g(R(X,{\dot {\gamma }}(t)){\dot {\gamma }}(t),Y).}
- Нехай для геодезичної лінії {\displaystyle \gamma (t),} для якої інтервал {\displaystyle [a,b]} належить області визначення, і векторного поля Y , що є кусково диференційовним вздовж геодезичної на цьому проміжку позначено {\displaystyle I_{a}^{b}(Y)=\int _{a}^{b}\left[g(\nabla _{{\dot {\gamma }}(t)}Y,\nabla _{{\dot {\gamma }}(t)}Y)-g(R(Y,{\dot {\gamma }}(t)){\dot {\gamma }}(t),Y)\right]dt.} Нехай додатково {\displaystyle \gamma (a)} не має спряжених точок на геодезичній на інтервалі {\displaystyle [a,b]}, векторне поле X є нормальним полем Якобі вздовж геодезичної для якого {\displaystyle X_{\gamma (a)}=0}, а Y  є кусково диференційовним векторним полем вздовж геодезичної на інтервалі {\displaystyle [a,b]}, у кожній точці цього інтервалу {\displaystyle Y_{\gamma (t)}} є ортогональним до {\displaystyle {\dot {\gamma }}(t)} і {\displaystyle Y_{\gamma (a)}=X_{\gamma (a)}=0,\ Y_{\gamma (b)}=X_{\gamma (b)}.} Тоді {\displaystyle I_{a}^{b}(X)\leqslant I_{a}^{b}(Y)} і рівність виконується лише у випадку {\displaystyle X=Y.}

## Приклади
- Нехай {\displaystyle p\in M} і {\displaystyle A,B\in T_{p}M.} Визначимо підмножину {\displaystyle Q\subset \mathbb {R} ^{2}} таким чином: {\displaystyle (t,\tau )\in Q,} тоді і тільки тоді коли експоненційне відображення {\displaystyle \exp _{p}t(B+\tau A)} є визначеним. Тоді відображення {\displaystyle F:Q\to M} визначене як {\displaystyle F(t,\tau )=\exp _{p}t(B+\tau A)} є однопараметричною сім'єю геодезичних ліній, а диференціал {\displaystyle \operatorname {d} \exp _{p}(tA)} задає поле Якобі вздовж кожної геодезичної лінії.

Розглянемо геодезичну лінію {\displaystyle \gamma (t)} з паралельним ортонормованим репером {\displaystyle e_{i}(t)}, {\displaystyle e_{1}(t)={\dot {\gamma }}(t)/|{\dot {\gamma }}|}, побудованим, як описано вище.
- В евклідовому просторі (а також для просторів постійної нульової секційної кривини) поля Якобі є лінійними по {\displaystyle t}.
- Для ріманових многовидів постійної від'ємної секційної кривини {\displaystyle -k^{2}} будь-яке поле Якобі є лінійною комбінацією {\displaystyle {\dot {\gamma }}(t)}, {\displaystyle t{\dot {\gamma }}(t)} і {\displaystyle \exp(\pm kt)e_{i}(t)}, де {\displaystyle i>1}.
- Для ріманових многовидів постійної додатної секційної кривини {\displaystyle k^{2}} будь-яке поле Якобі є лінійною комбінацією {\displaystyle {\dot {\gamma }}(t)}, {\displaystyle t{\dot {\gamma }}(t)}, {\displaystyle \sin(kt)e_{i}(t)} і {\displaystyle \cos(kt)e_{i}(t)}, де {\displaystyle i>1} .
- Звуження поля Кіллінга на геодезичну лінію є полем Якобі в будь-якому рімановому многовиді.
- Поля Якобі відповідають геодезичним лініям на дотичному розшаруванні (по відношенню до метрики в {\displaystyle TM}, індукованої метрикою на {\displaystyle M}).

## Див. Також
- Спряжені точки
- Теорема Рауха про порівняння
- Рівняння Ріккаті